# Progne
Progne es un género de aves paseriformes perteneciente a la familia Hirundinidae. Es propio de América.

## Especies
Contiene las siguientes especies:
- Golondrina parda — Progne tapera (Linnaeus, 1766)
- Golondrina purpúrea — Progne subis (Linnaeus, 1758)
- Golondrina cubana — Progne cryptoleuca S.F. Baird, 1865
- Golondrina caribeña — Progne dominicensis (Gmelin, 1789)
- Golondrina sinaloense — Progne sinaloae Nelson, 1898
- Golondrina pechigrís — Progne chalybea (Gmelin, 1789)
- Golondrina de Galápagos — Progne modesta Gould, 1839
- Golondrina peruana — Progne murphyi Chapman, 1925
- Golondrina sureña — Progne elegans Baird, SF, 1865